# Cyrtinus mussoi
Cyrtinus mussoi là một loài bọ cánh cứng trong họ Cerambycidae.